# Caloplaca endodermia
Caloplaca endodermia är en lavart som beskrevs av Wetmore. Caloplaca endodermia ingår i släktet orangelavar och familjen Teloschistaceae.   Inga underarter finns listade i Catalogue of Life.